# Eugenio Florit
Eugenio Florit fue un poeta representante de la poesía pura en Cuba. Nació en Madrid, España, el 15 de octubre de 1903. Murió en la Florida el 22 de junio de 1999, a los 95 años, a consecuencia de un paro cardíaco.

## Biografía
Hijo de Ricardo Florit, español, y de María Sánchez de Fuentes, cubana. Vivió su niñez en dos ciudades de España (Barcelona y Port Bou) y a la edad de 15 años se trasladó a La Habana en 1918. Cursó estudios en el Colegio La Salle (1918-1922), y en la Universidad de La Habana, donde se tituló en Leyes y Derecho Público (1926). En 1927, ingresó en la Secretaría de Estado y se unió al grupo de la Revista de Avance. 
En 1936, conoció a Juan Ramón Jiménez, quien ejercería una gran influencia en su obra y prologaría Doble acento, uno de los libros más importantes de Florit. Colaboró en varias revistas como Social, Revista de Avance, Lyceum, Revista Cubana, Orígenes, La Gaceta Literaria (Madrid), Repertorio Americano (San José de Costa Rica) y Revista Hispánica Moderna (New York), cuya dirección compartió con Federico de Onís y con Ángel del Río, hasta que la asumió totalmente en 1962.
En 1940, fue destinado al Consulado General de Cuba en Nueva York, donde, de inmediato, recibió el homenaje del Instituto Hispánico. Desde entonces y hasta 1982, permaneció en esa ciudad, escenario de casi todo su trabajo como ensayista, crítico literario y traductor.

## Florit y la Poesía pura
Eugenio Florit es representativo del vanguardismo cubano de la década de 1930 y su personalidad poética se concentró principalmente en la Poesía pura, junto a Mariano Brull (considerado un precursor por su Poemas en menguante, 1928), Emilio Ballagas y Ramón Guirao. Los poetas que se expresaron en la vertiente de la Poesía pura se habían iniciado en el ímpetu de la vanguardia, y la Poesía pura significó para ellos un retorno a las normas, una modulación y aquietamiento de ese ímpetu inicial, un “regreso a la serenidad”, como diría Florit en 1931.
Los textos de Florit, según El Instituto Cubano de Literatura y Lingüística,  poseen, a diferencia de los demás poetas “puros” cubanos, una mayor objetividad y acusan una extraordinaria lucidez para la aprehensión de la realidad. A su vez, puede encontrarse en sus creaciones una relación más estrecha con el paisaje cubano. En las formas puras y cerradas de Florit puede notarse la influencia del “gongorismo” tan en boga en los años 27 gracias a los poetas españoles. En Florit merece destacarse, además, la ausencia casi absoluta de un ego participante, rasgo de la Poesía pura que la distingue del intimismo.

## Reino
Reino es uno de sus libros más importantes después de Doble acento. Fue publicado en 1938 y está dedicado a su patria materna, Cuba. El epígrafe que antecede a la obra pertenece a Saint John Perse (Alexis Leger), un diplomático y poeta francés (la poesía francesa, así como la inglesa ejercen una fuerte influencia en la obra de Florit). El poemario está conformado por 37 poemas, divididos en 6 secciones diferentes. El primero, ‘Preludio’, es un breve texto homónimo e introductorio del libro, que sitúa al lector en un ambiente onírico, casi metafísico. Asimismo, la obra finaliza con una composición titulada ‘Final’ jugando al cierre del microcosmos abierto por la obra.
Resultó ser la obra de confirmación de la vertiente de la poesía pura en Florit. En ella se expresa la singularidad del autor: su poesía da una vuelta sobre sí misma, como una especie de metapoesía con un alto contenido metafísico (por la preocupación sobre la muerte) y cósmico (puesto que casi todas las cosas son alegorías de asuntos espirituales, con un cristianismo implícito). Florit crea una poesía donde el poeta divisa su propio espíritu y en él advierte el mundo de una manera casi platónica. La contemplación es lo que impera en sus versos.
No obstante, la etapa final del libro se distancia de esta contemplación para darle paso al amor, al erotismo y al sufrimiento que se desprende de este. Este tipo de temas son raros y, puede decirse, no característicos de la obra floritiana; sin embargo, hacen presencia en Reino y se materializan en ‘Gloria de amor’.[cita requerida]

## Obras
- 32 poemas breves, Hermes, La Habana, 1927.
- Trópico (1928-1929), Revista de Avance, La Habana, 1930.
- Monólogo de Charles Chaplin en una esquina, La Habana, 1931.
- Doble acento, poemas, 1930-1936, “El único estilo de Eugenio Florit”, prólogo de Juan Ramón Jiménez, Editorial Ucacia, La Habana, 1937.
- Reino (I936-1938), Úcar, García, La Habana, 1935.
- Cuatro poemas, Úcar, García, La Habana, 1940.
- … Que estás en los cielos [New York?, 1946].
- La estrella, Auto de Navidad, Úcar, García, La Habana, 1947.
- Poema mío (1920-1944), Letras de México, México, D.F., 1947.
- Conversación a mi padre, Ayón (Colección Yagruma, 3), La Habana, 1949.
- Asonante final, Revista de La Universidad Nacional de Colombia, Bogotá, 1930.
- Asonante final y otros poemas (1946-1955), Orígenes, La Habana, 1953.
- Antología poética (1930-1955), Pról. de Andrés Iduarte, Soneto de Alfonso Reyes, Eds. de Andrea (Antologías Stadium, 2), México, D. F., 1956.
- Siete poemas, Cuadernos “Julio Herrera y Reissig”, Montevideo, 1960.
- Hábito de esperanza, poemas (1936-1964), Ínsula, Madrid, 1965.
- Antología penúltima, “La poesía de Eugenio Florit”, por José Olivio Jiménez, Editorial Plenitud, Madrid, 1970.
- Hasta luego, Ultra Graphic, Miami, 1992.
- Lo que queda, 1995.